# 東洋大学硬式野球部
東洋大学硬式野球部（とうようだいがくこうしきやきゅうぶ、英: Toyo University Baseball Club）は、東都大学野球連盟に所属する大学野球チーム。OBには50人以上の現役・元プロ野球選手がいる。東洋大学の学生によって構成されている。

## 創部
1924年（大正13年）に創部（大正13年同窓会会則）され、翌年に学友会の一部として独立した。前年1923年（大正12年）に文化学科の学生たちが中心となり、野球部新設を境野哲学長に要求したが、グラウンドもなく、監督の方法も立っていないということで許されなかったという。

## 歴史

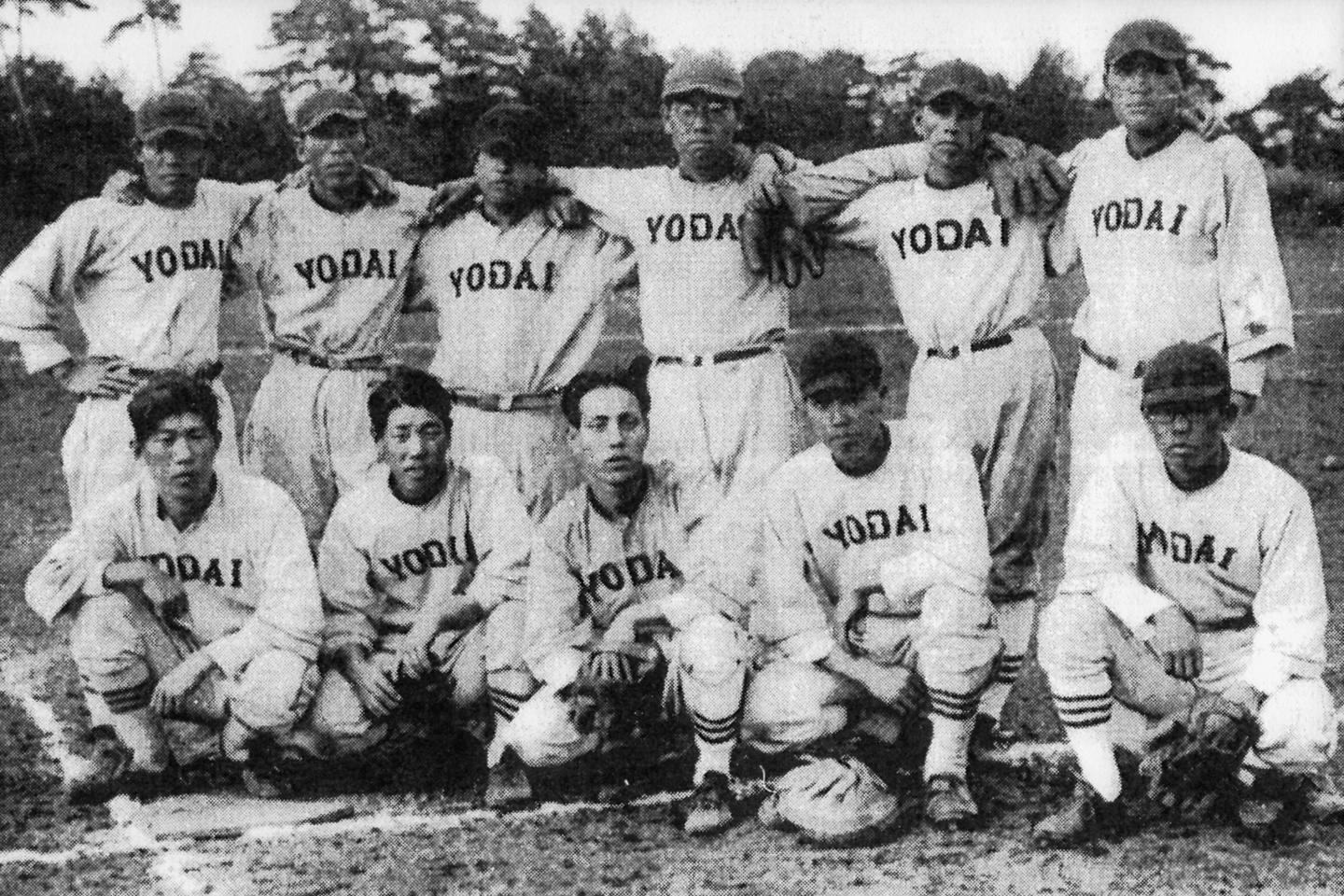
戦前の東洋大学野球部

1925年（大正14年）、國學院大、専修大などが中心となって東京新大学野球連盟（1925年）が結成され、その翌年には青山学院、高千穂高商などが加わって東京新十大学野球連盟と改称した。東洋大学もこれらのリーグに参加したが、各参加校の都合でしばしば問題を起こし、永続しなかった。
1931年（昭和6年）、東洋大・東京文理科大・拓殖大の三大学野球連盟が結成された。三大学野球連盟は翌1932年秋に東京工業大が加わって四大学野球連盟となり、翌1933年秋には東京商科大が加わって東京新大学野球連盟（1933年）と改称した。しかし、翌1934年5月27日の東工大対拓大戦で乱闘騒ぎがあり、その処置に関して6月3日に幹事会が開かれたが、このとき東洋大幹事が拓大に対して脱退を勧告したところ、拓大側は憤慨して同幹事を殴りつけ、さらなる暴行沙汰となったため東京新大学野球連盟は分裂し、東洋大学は再び戦いの場を失った。
1940年（昭和15年）、東都大学野球連盟に加盟。戦前は下部（2部）に所属し、戦後の1946年（昭和21年）春に再開されたリーグ戦も2部で始動した。
1951年（昭和26年）春の入替戦で青山学院大に敗れ秋に3部降格。1954年春の入替戦で東京工業大を下し秋に2部に昇格したものの、1958年秋の入替戦で青山学院に敗れ翌59年春に3部降格。同59年春の入替戦で武蔵工業大を下し同年秋に2部昇格と、1940年代から1950年代にかけて主に2部リーグで展開し、時に3部に降格もしていた。
1961年（昭和36年）秋の入替戦で、広沢忠雄と宮寺勝利の3年生バッテリーの活躍で専修大を下し初めて1部に昇格。翌1962年秋の入替戦で国学院大に敗れ2部降格。1966年（昭和41年）秋の入替戦で、最上級生の前田康介投手（本名:前田康雄, 旧姓:北尾）や上垣内誠、2年内正英捕手、1年会田照夫投手らの活躍で芝浦工大を下し1部昇格。以降、会田や内田正美（電電東京）らの投手陣と長打の細川昌俊らの活躍で1部に定着したが、チームはなかなかリーグ戦上位を覗うことができなかった。会田内田後の1970年のリーグ戦から投の柱を担った玉井信博投手が最上級生となった1971年には2度目の2季連続最下位となった。
1972年（昭和47年）、OBで当時23歳の高橋昭雄（旧姓:佐藤、71年卒）が監督に就任。同監督の熱血指導により翌1973年には春秋リーグ戦でそれぞれ3位・2位と躍進した。無双ぶりを発揮する駒澤大と中央大が覇を競うなか、松沼博久と市村則紀の両輪や、1年下の若松茂樹ら野手陣の活躍で4季連続2位と初優勝を覗う位置に例年甘んじていたものの、1976年（昭和51年）秋季リーグで、2年松沼雅之と1年山村力人（三菱重工広島）両投手と3年達川光男のバッテリーでリーグ加盟36年目の初優勝を遂げた。続いて初出場の第7回明治神宮野球大会では初戦2回戦で近畿大を6-0、準決勝で3年道方康友投手や山倉和博らの早稲田大に4-5で惜敗した。翌翌1978年（昭和53年）秋季リーグでも最上級生となったエース松沼雅之と3年山村力人両投手を擁して2度目の優勝を果たした。続く第9回明治神宮野球大会では、準決勝で2年原辰徳らの東海大を3-2（延長11回）、決勝で3年中本茂樹投手擁する同志社大に2-6で敗れ準優勝に終わった。
1980年代に入ると、専修大や中央大、日本大が依然踏み留まり、さらに80年代半ばから青山学院の台頭も見られるなか、リーグ盟主の座にある駒澤大に互して東洋大が強く、これに亜細亜大を加えた3強時代を形成した。この80年代の時期、佐藤秀明、仁村徹、北島広行（東芝府中）、日野伸一（現:日野泰宏, 本田技研）、小美濃武芳、保坂彰茂（新日鐵名古屋）ら各年代の投手陣、杉本泰彦捕手（のち同大学監督、82年卒）、長堀肇、山口敏弘、忍成功好（東芝府中）、松本康宏（本田技研熊本）らの打撃陣を擁して、1982年春・1985年春・1986年春・1987年秋とリーグ優勝を積み上げた。しかし、全日本大学野球選手権大会では82年春・85年春とも決勝で、当時田中富生・和田護・西川佳明・猪俣隆らの投手陣を擁し常勝街道を走っていた法政大にいずれも敗れた（82春は2-3、85春は1-4）。初優勝を飾るのは翌1986年春、法大を3-2で破り決勝に勝ち上がってきた流通経済大を9-2で下してからだった（ちなみに明治神宮野球大会での初優勝は、下記大場翔太を擁して早稲田大を完封シャットアウトした07年秋の第38回大会になる）。
60年代の後藤武晴、宮寺勝利捕手、上垣内誠、前田康介投手から始まり、70年代の会田照夫、玉井信博、松沼博久・松沼雅之の「松沼兄弟」、市村則紀、小嶋正宣らの投手陣や達川光男捕手を経て、80年代の大野久、佐藤秀明投手、仁村徹（投手→内野手）、森浩之捕手、小美濃武芳投手、山下徳人以降、多くの選手がプロ球界入りするなど、大学球界を代表するチームとなった。
しかし80年代後半から1990年代以降、下記2007年に至るまで、優勝回数も3回（91春・95春・00秋）に留まり、5季連続で2位（92秋から94秋）に甘んじたり勝ちきれず、2季連続最下位を2度記録（97・01）したり、およそ23年ぶりに2部に降格（89春・98春秋）したり迷走し、青学大や亜大の連覇が続くと、駒大共々その後塵を拝する時期が続いた。この90年代から2000年代は、およそ23年ぶりに2部に降格昇格した時代の黒須隆捕手と浦和学院高時代からバッテリーを組んでいた1年下の谷口英規投手（旧名:谷口英功、3年から野手）に桧山進次郎や徳田吉成（3人とも92年卒）、谷口桧山らと共に91年春優勝の原動力となった銭場一浩（95年卒）と和田孝志（93年卒）両投手、関口伊織投手（94年卒）、清水隆行、川中基嗣、和田友貴彦投手、井上大（のち同大学監督。和田と91夏の甲子園優勝。4人とも96年卒）、95年春優勝の原動力となった塩崎貴史投手（91春の甲子園優勝投手）、今岡誠（現:今岡真訪。2人とも97年卒）、田中充投手、福原忍投手、前田忠節投手、2000年秋優勝の原動力となった三浦貴投手、大廣翔治、永井怜投手、下記の大場翔太投手らが活躍した。
2007年（平成19年）春、4年生エース大場翔太、4年清田育宏や3年大野奨太と中倉裕人、2年小島脩平らの打撃陣を擁し2000年秋以来およそ7年ぶりとなる13季ぶり10回目のリーグ戦優勝を果たす。続く第56回全日本大学野球選手権大会準々決勝で東海大に1-3で敗退。同年秋も優勝し、東洋大学史上初のリーグ戦春秋連覇を果たす。続く第38回明治神宮野球大会準決勝で上武大を2-0、決勝で1年斎藤佑樹投手擁する早大を2-0で完封し、神宮大会初優勝を遂げた。翌2008年（平成20年）、4年上野大樹、2年乾真大と鹿沼圭佑、1年藤岡貴裕らの投手陣と4年大野奨太と中倉裕人らに1年鈴木大地が加わった打撃陣を擁して春秋リーグ戦を連覇しリーグ戦3連覇・戦後の東都初となる4連覇を達成。春の第57回全日本大学野球選手権大会は準々決勝で東北福祉大を13-0（5回コールド）、準決勝で近畿大を5-4（延長15回）、決勝で4年小松崎将司や1年菅野智之らの投手陣擁する東海大を7-5で下し、86年以来22年ぶり2度目の選手権優勝を遂げた。秋の第39回明治神宮野球大会は準決勝で立命館大、決勝で藤岡と鹿沼のリレーで東北福祉を3×-2で下し神宮大会を連覇し、同校初のグランドスラムの4冠（春・秋リーグ、大学選手権、明治神宮大会）を達成した。
この明治神宮大会での連覇は、高野光投手を擁した東海大（第13回・第14回）、川上憲伸投手を擁した明治大（第26回・第27回）、新興の東亜大（第34回・第35回）が達成して以来史上4校目となる。
翌2009年（平成21年）、3年乾真大と鹿沼圭佑や2年藤岡貴裕らの投手陣を擁して春季リーグで優勝し、先述の戦後東都初となる4連覇を更新するリーグ戦5連覇を達成（すぐ後の2014年春に亜大が6連覇を達成し更新）。続く第58回全日本大学野球選手権大会準々決勝で創価大に5-6で敗退。翌2010年（平成22年）、エース藤岡貴裕や鈴木大地ら3年生、林﨑遼や首位打者の木村篤史（のち東邦ガス）ら4年生、2年緒方凌介らを擁して春季リーグ戦優勝（春季リーグ戦4連覇）。続く第59回全日本大学野球選手権大会準決勝で八戸大、決勝で3年菅野智之投手擁する東海大を下し優勝。翌2011年（平成23年）、最上級生となったエース藤岡、鈴木や首位打者の小田裕也、3年緒方らを擁して春季リーグ戦優勝（春季リーグ戦5連覇）。続く第60回全日本大学野球選手権記念大会準決勝で2年大瀬良大地投手擁する九州共立大、決勝で3年福谷浩司投手や4年伊藤隼太ら擁する慶応大を延長10回小田のサヨナラ本塁打により3×-1で下し劇的な選手権連覇を遂げた。なお、この選手権連覇はこれまで東京六大学の明大（第3・4回、第29・30回）、立大（第6・7回）、法大（第33・34回）、関西学生リーグの近大（第37・38回、第46・47回）が達成していたが、東洋大が東都大学勢初の連覇（第59・60回）校となった。
翌2012年（平成24年）秋季リーグで一転最下位となり、専修大との入替戦も2連敗し98年秋以来となる2部に降格した。翌2013年秋季リーグで2部で優勝し、1部最下位の駒澤大との入替戦に2連敗で2部残留。以降、優勝争いに加わるものの2部リーグでも苦戦が続くこととなる。2015年秋季リーグで4年原樹理投手が6勝（3敗）の活躍で2年ぶりの2部優勝を果たす。続く入替戦の対戦相手は2年前と同じ4年今永昇太投手擁する駒大で、初戦を接戦で落としたものの2戦・3戦目を序盤から大差をつけて連勝し、実に3年7季ぶりの1部復帰を果たした。
2017年（平成29年）、春季リーグで2011年春以来12季ぶり17回目のリーグ優勝を果たした。第66回全日本大学野球選手権大会には優勝候補として出場するも、1回戦の東海大北海道（札幌学生野球連盟代表）に2-7で敗退。だが勢い衰えず秋季リーグも優勝を遂げ、勇退する髙橋昭雄監督に花を添える春秋連覇をもたらした。同年秋の第48回明治神宮野球大会では、初戦2回戦の富士大に9-1、準決勝では3年甲斐野央投手が先発し優勝した3年松本航投手の日本体育大に0-4で敗退。翌2018年春には、最上級生となった甲斐野央、梅津晃大、上茶谷大河ら"東洋三羽烏" と呼称された投手陣と中川圭太らの投打を擁し、亜大との3連戦で上茶谷が亜大中村稔弥との3連投に勝利しリーグ戦3連覇を果たした。続く第67回全日本大学野球選手権大会2回戦で九州産業大に3-10（7回コールド）で大敗した。
2017年限りで引退となった髙橋昭雄の監督成績は、大学野球選手権優勝4回、明治神宮大会優勝2回。1部リーグの通算は、1040試合542勝476敗22分け、勝率5割3分2厘（2部リーグの成績は含まれていない）。
2018年（平成30年）から2022年（令和4年）秋までOBの杉本泰彦が監督を務め、2023年（令和5年）4月からOBの井上大に代わった。その間、先述2018年春季リーグ戦で3連覇達成、翌2019年（令和元年）、3年村上頌樹投手を主戦に春季リーグ戦で優勝したが、続く第68回全日本大学野球選手権大会準々決勝で優勝した森下暢仁投手擁する明治大に0-3で敗れた。2021年（令和3年）春に一転して1部6位となり、最下位の7位立正大と共に入替戦に回り、2校とも2部優勝校の日大に1点差で惜敗し2校とも2部に降格。
2023年（令和5年）春、2部で優勝。入替戦で駒大に勝利し1部昇格。同年秋、1部で最下位となり、再び駒大との入替戦で1勝2敗1分けで敗れ2部に降格した。

## 本拠地
- 東洋大学川越キャンパス
  - 埼玉県川越市鯨井2100

## 記録
※ 2023年現在
- 東都大学野球1部リーグ 優勝20回（2部リーグ優勝8回）
  - 1976年秋
  - 1978年秋
  - 1982年春
  - 1985年春
  - 1986年春
  - 1987年秋
  - 1991年春
  - 1995年春
  - 2000年秋
  - 2007年春
  - 2007年秋（初の連覇）
  - 2008年春（初の三連覇）
  - 2008年秋（初の四連覇：戦後初）
  - 2009年春（初の五連覇：戦後初）
  - 2010年春
  - 2011年春（春季五連覇：リーグ史上初）
  - 2017年春
  - 2017年秋（春秋連覇）
  - 2018年春（2度目の三連覇）
  - 2019年春
- 全日本大学野球選手権大会 優勝4回（準優勝2回）
  - 1986年
  - 2008年
  - 2010年
  - 2011年（初の二連覇）
- 明治神宮野球大会 優勝2回（準優勝1回）
  - 2007年
  - 2008年（初の二連覇）

## OBのプロ野球選手
※Category:東洋大学硬式野球部の選手を参照。

### 引退
- 後藤武晴（東映）
- 宮寺勝利（巨人→西鉄・太平洋→元野球解説者）
- 上垣内誠（広島→日本ハム）
- 前田康雄（前田康介）（ロッテ→西武、元西武球団職員）
- 会田照夫（ヤクルト）
- 玉井信博（巨人→太平洋・クラウン、現野球部コーチ）
- 松沼博久（西武、元西武コーチ→現・野球解説者）
- 市村則紀（中日→西武）
- 落合博満（中退、ロッテ→中日→巨人→日本ハム、元中日監督）
- 小嶋正宣（阪急→中日）
- 達川光男（広島、元広島監督→現・野球解説者）
- 松沼雅之（西武、元西武コーチ→現・野球解説者）
- 大野久（阪神→ダイエー→中日、元・東洋大牛久高校監督→現在は豪州で高校生対象の野球指導者）
- 佐藤秀明（阪神→近鉄）
- 仁村徹（中日→ロッテ・現中日二軍監督）
- 近藤章仁（中退、近鉄）
- 森浩之（南海、ソフトバンクコーチ）
- 小美濃武芳（中日）
- 山下徳人（ロッテ、元ロッテスカウト、コーチ）
- 桧山進次郎（阪神、現野球解説者）
- 徳田吉成（日本ハム、元日本ハムコーチ）
- 和田孝志（ロッテ、元ロッテコーチ・スタッフ）
- 関口伊織（横浜→近鉄、現楽天打撃投手兼スコアラー補佐）
- 川中基嗣（巨人、元巨人コーチ）
- 清水隆行（巨人→西武、元巨人コーチ→現・野球解説者）
- 塩崎真（中退、オリックス、元オリックスコーチ）
- 今岡真訪（阪神→ロッテ、現ロッテコーチ）
- 田中充（ロッテ→ヤクルト）
- 福原忍（阪神、現コーチ）
- 久保田智（ヤクルト）
- 前田忠節（近鉄→楽天→阪神→ソフトバンク等コーチ→現阪神スカウト）
- 辻田摂（中退、中日）
- 三浦貴（巨人→西武、元浦和学院高校コーチ、2023年夭折）
- 小川将俊（中日、現中日ブルペン捕手）
- 岩舘学（巨人→日本ハム、現日本ハムスカウト）
- 上野貴久（巨人）
- 大廣翔治（楽天）
- 田中大輔（中日→オリックス）
- 永井怜（楽天、現コーチ）
- 大場翔太（ソフトバンク→中日）
- 清田育宏（ロッテ→BCリーグ）
- 上野大樹（ロッテ）
- 大野奨太（日本ハム→中日、現中日コーチ）
- 小島脩平（オリックス、現オリックスコーチ）
- 林﨑遼（西武）
- 乾真大（巨人→BCリーグ・神奈川、現野球部コーチ）
- 藤岡貴裕（ロッテ→日本ハム→巨人、現巨人球団職員）
- 緒方凌介（阪神）
- 土肥寛昌（ヤクルト）
- 坂本一将（オリックス）
- 小田裕也（オリックス）

### 現役
- 鈴木大地（楽天）
- 原樹理（ヤクルト）
- 上茶谷大河（ソフトバンク）
- 甲斐野央（西武）
- 梅津晃大（中日）
- 中川圭太（オリックス）
- 藤井聖（楽天）
- 末包昇大（広島）
- 佐藤都志也（ロッテ）
- 村上頌樹（阪神）
- 佐々木俊輔（巨人）
- 細野晴希（日ハム）
- 石上泰輝（DeNA）
- 高岸宏行（BC・栃木）
- 野木海翔（IL・徳島）
- 野村裕樹（NPBファーム・くふうハヤテ）
- 一條力真（ロッテ）
- 岩崎峻典（ソフトバンク）
- 加藤響（DeNA、（中退））